# Halles de Cordes-sur-Ciel
Les halles de Cordes-sur-Ciel est une halle médiévale de Cordes-sur-Ciel, une commune du Tarn. Elle est classée monument historique depuis le 28 janvier 1944.

## Situation
Elle est située au centre de la ville proche du point haut de la colline. Elle occupe une place au carrefour de la grande rue principale, l'actuelle grande rue Raymond VII, de la rue Saint-Michel qui passe devant l'église et de la ruelle perpendiculaire qui descend vers le Portanel.

## Origine
En 1273, les commerçants de la ville obtiennent le droit d'organiser une fête le jour de la Saint Barthélemy, patron des tanneurs et en 1276, ils font couvrir la place du marché. Cordes devient un centre important de l'artisanat de broderie de tissus et de décoration du cuir.
Ce commerce florissant permet la reconstruction de la Halle autorisée par le lieutenant du roi en Languedoc. Cet octroi daté de 1358 doit favoriser l'essor du commerce.

## Description

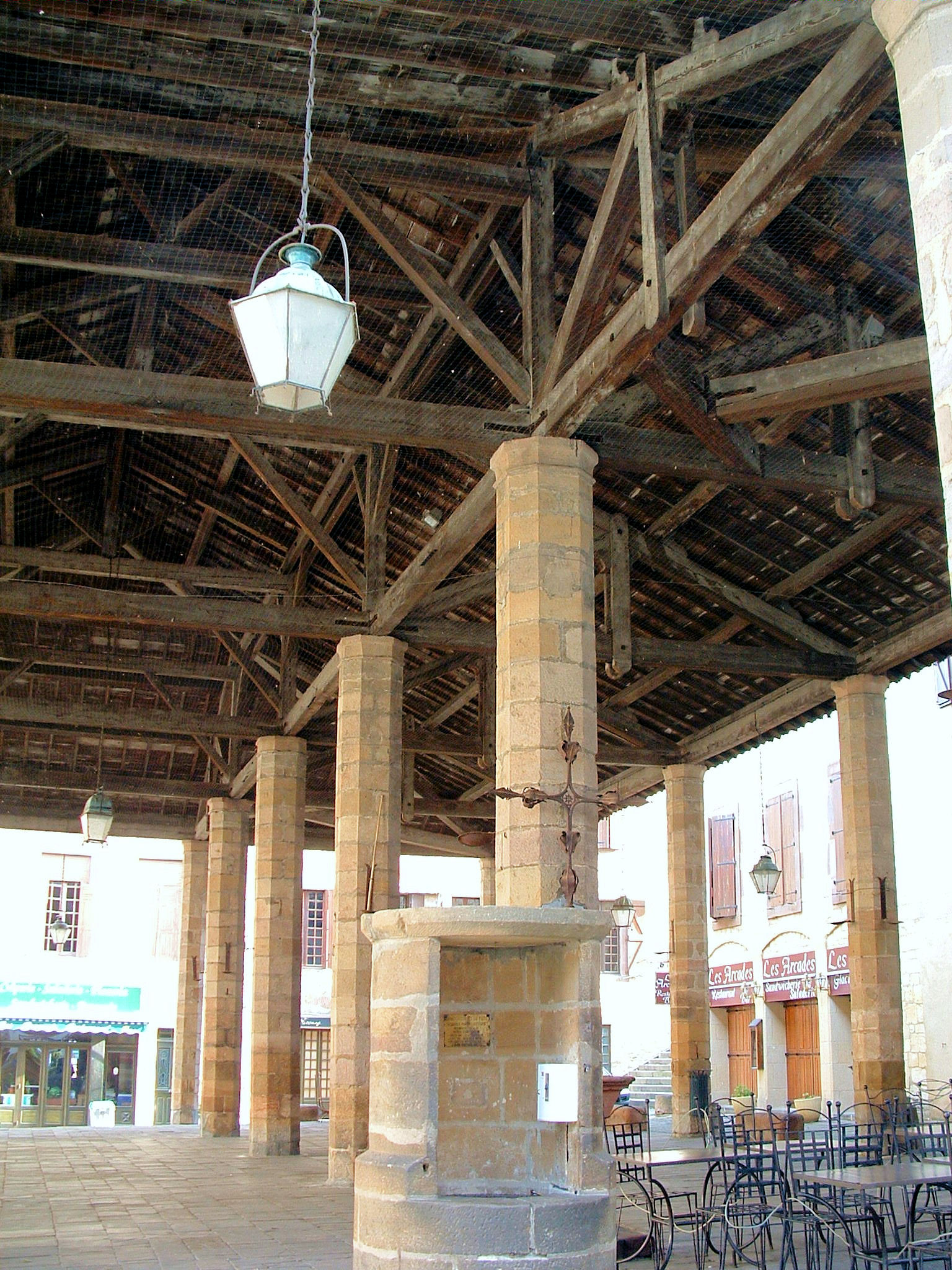
Puits et croix sous les halles.

Elles sont établies sur une aire dallée de pierre et mise de niveau. L'accès se fait grâce à des marches dont le nombre varie suivant le niveau du sol par 24 piliers de pierre à chapiteau simple de section octogonale. L'aspect fonctionnel est privilégié, sans sculpture. L'un d'entre eux porte un anneau qui a servi durant des siècles à exposer les animaux destinés à la boucherie. La charpente en bois à quatre pans porte une toiture de tuiles canal. Le pourtour est doté de bancs de pierre.
La toiture a été refaite au XIXe siècle. Pour les piliers, aucun document ne permet de dire qu'ils ont été changés, mais les traces multiples de réparations font douter qu'ils soient encore du XIVe siècle.

## Le puits et la croix
Sous les halles, une croix est également classée aux monuments historiques. Elle est installée à proximité de la margelle d'un puits.
Ce puits, comblé depuis 1647 et provisoirement rouvert en 1790 et 1826, mesure 114 mètres de profondeur. Un sondage en 1914 donnait 86 mètres. Une équipe cordaise de spéléologues a déblayé le fond. Commencés à 86 m en 1955, les travaux ont atteint 114 m en 1961.
Le fond est dallé de pierres calcaires rectangulaires et taillées avec soin. Le puits lui-même est creusé à même la roche d'un diamètre de 2,80 m sur 13 m, puis 2 m de diamètre sur 21 m et 1,70 sur 51 m. Cette dernière partie est maçonnée en blocs calcaires. Le niveau de l'eau ne varie pas autour de 12 mètres, représentant un volume de 33 m3 environ.